# Rafnia opposita
Rafnia opposita är en ärtväxtart som beskrevs av Carl Peter Thunberg. Rafnia opposita ingår i släktet Rafnia och familjen ärtväxter. Inga underarter finns listade i Catalogue of Life.